# 奥季塞乌斯·弗拉霍季莫斯
奥季塞乌斯·弗拉霍季莫斯（希臘語：Οδυσσέας Βλαχοδήμος；1994年4月26日—），是一名希臘職業足球員，场上司職守門員，現效力于塞維利亞（英超球隊纽卡斯尔联外借），同时也是希臘國家足球隊成員。

## 榮譽
本菲卡
- 葡萄牙足球超级联赛：2018–19
- 葡萄牙超級盃：2019

德國
- 歐洲U-21足球錦標賽：2017[2]